# Antti Tulenheimo

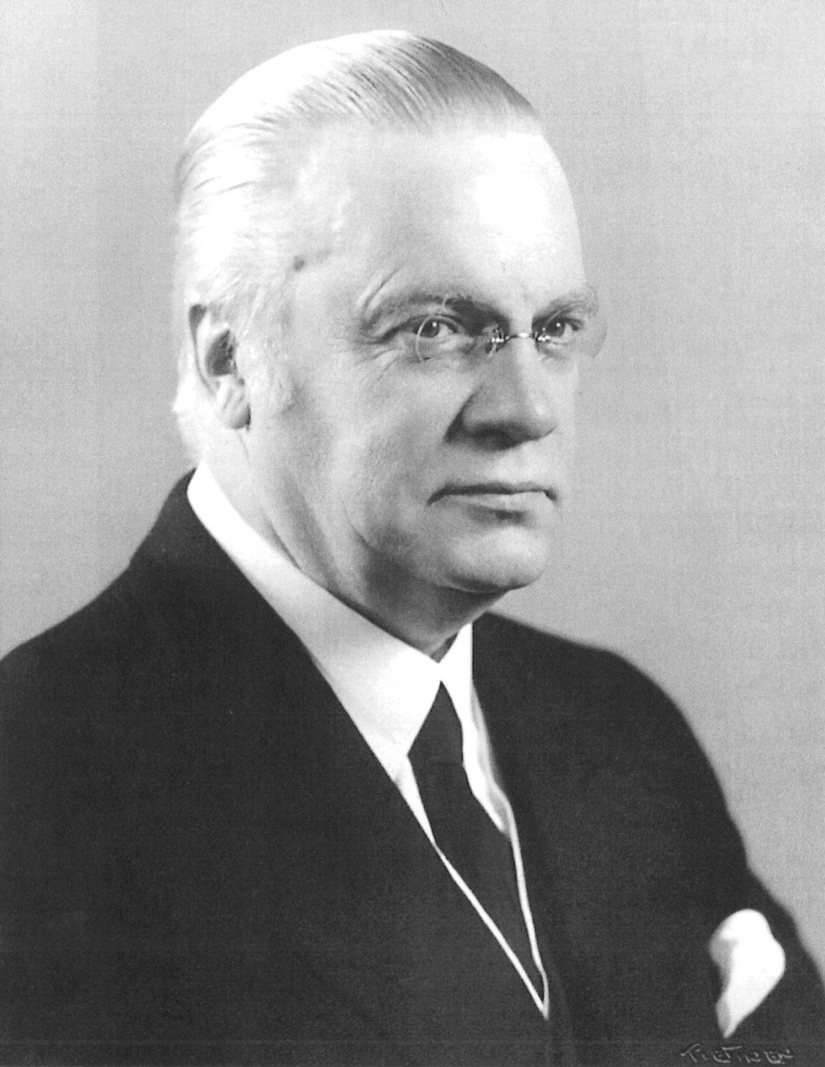
Antti Tulenheimo (1939)

Antti Agathon Tulenheimo (* 4. Dezember 1879 in Kangasala; † 3. September 1952 in Helsinki) war ein finnischer Rechtswissenschaftler, Politiker und Ministerpräsident.

## Studium und akademische Laufbahn
Antti Tulenheimo absolvierte ein Studium der Rechtswissenschaften und war anschließend 1911 bis 1918 als Dozent an der Universität Helsinki tätig. 1919 erfolgte seine Berufung zum Professor für Strafrecht an der Universität Helsinki. Von 1926 bis 1930 war er Rektor und zuletzt von 1944 bis zu seinem Tod Kanzler der Universität von Helsinki.
Zu seinem 60. Geburtstag gab die Universität Helsinki 1939 eine Festschrift heraus.

## Politische Laufbahn

### Abgeordneter und Minister
Tulenheimo begann seine politische Laufbahn 1914 mit der Wahl zum Abgeordneten des finnischen Landtages. Nach der Unabhängigkeit Finnlands 1917 war er auch Abgeordneter des finnischen Parlamentes und vertrat dort von 1922 bis 1923 und 1930 bis 1932 die Interessen der konservativen Nationalen Sammlungspartei (KOK).
Von März bis September 1917 war er Justizsenator im Senatskabinett von Oskari Tokoi. Nach der Unabhängigkeit war er von Mai 1918 bis August 1919 Gouverneur der Provinz Häme sowie zwischen November 1918 und April 1919 Innenminister im Kabinett von Lauri Ingman.

### Parteivorsitzender und Ministerpräsident
1921 bis 1924 war Tulenheimo zunächst Vorsitzender der Nationalen Sammlungspartei. Am 31. März 1925 wurde er als Nachfolger von Ingman Ministerpräsident einer Koalitionsregierung der Nationalen Sammlungspartei und des Landbundes (ML). Nach dem Ende seiner Amtszeit am 31. Dezember 1925 zog er sich aus der Politik zurück.

### Kommunalpolitiker
Tulenheimo gehörte von 1915 bis 1930 dem Stadtrat von Helsinki an und war 1926 bis 1930 dessen Vorsitzender. Zuletzt war er von 1931 bis 1944 Oberbürgermeister von Helsinki.

## Biographische Quellen und Hintergrundinformationen
- MINISTERIN TIEDOT (Memento vom 29. September 2007 im Internet Archive)
- Ministerliste des Kabinetts 1925
- Biographie auf der Homepage der Universität Helsinki
- To The Citizens of Finland. Artikel im 'Helsingin Sanomat' vom 14. Mai 1918
- Finnische Geschichte in Briefmarken: Zwischen den Kriegen (1919–1939)

1. ↑  Helsingin yliopiston opettaja – ja virkamiesluettelo 1918–2000
2. ↑  Antti Tulenheimo 1879. 4/12. 1939. Juhlajulkaisu – Festskrift. [s.n.], Helsingfors 1939. vgl. Hanne E. Strømø und Halvor Kongshavn: Nordic Legal Festschriften. A Bibliography of the Essays written in English, German and French until 1999. (Memento vom 21. Februar 2007 im Internet Archive) Det juridiske bibliotekfond, Oslo 1999, ISBN 82-90822-17-0, S. 10